# Autobusový přívěs

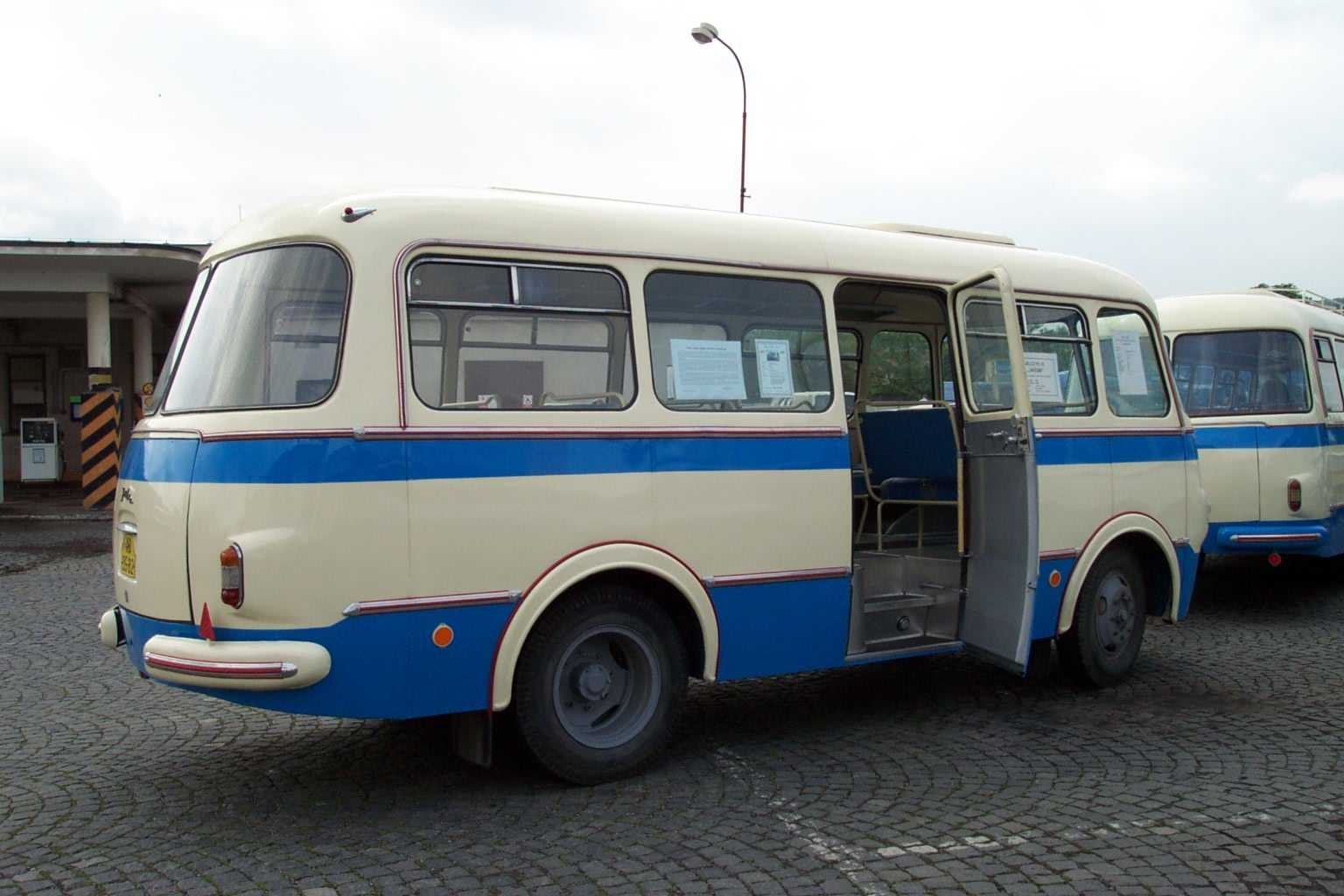
Autobusový přívěs Jelcz P-01E.

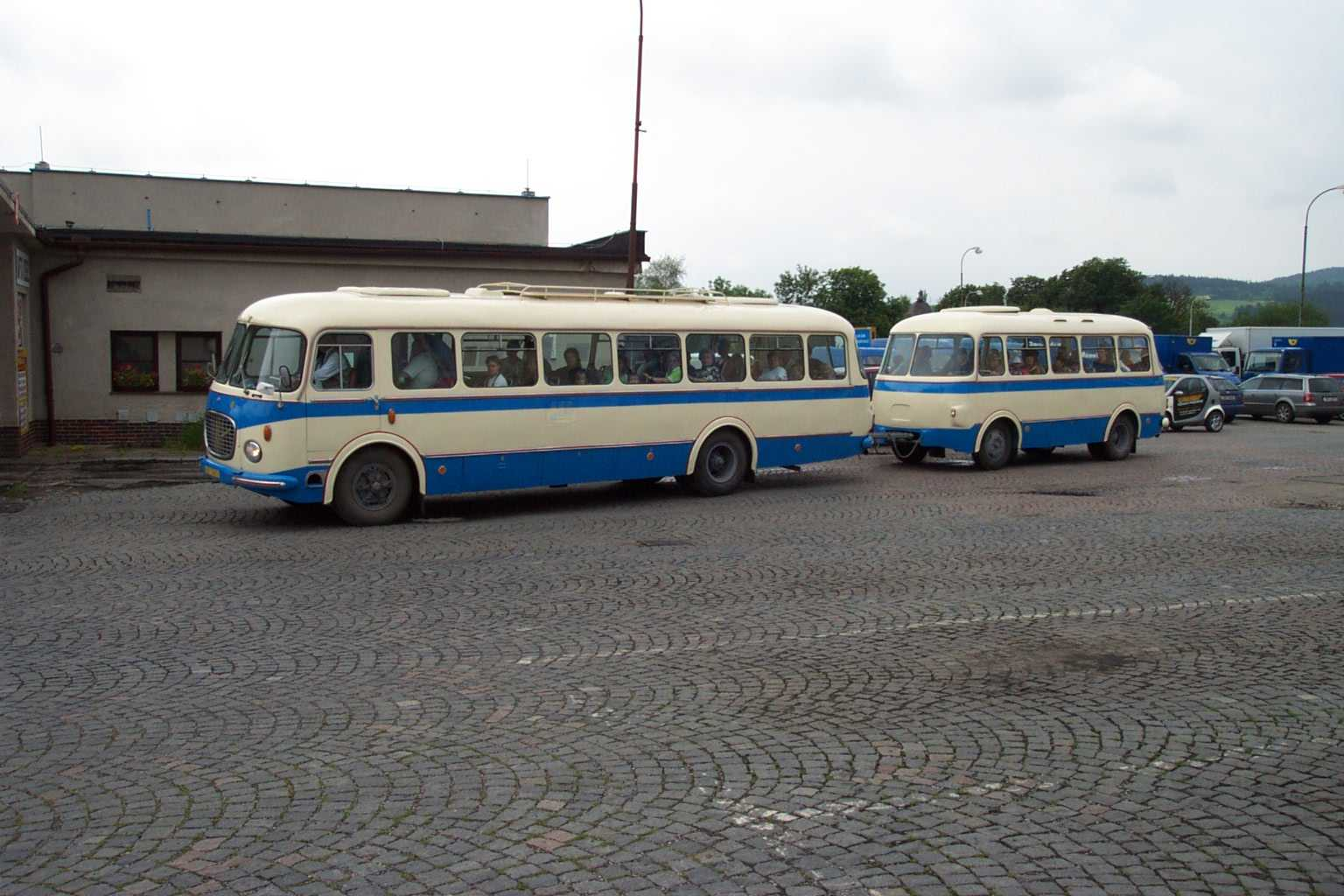
Autobus Škoda 706 RTO CAR s přívěsem Jelcz P-01E.

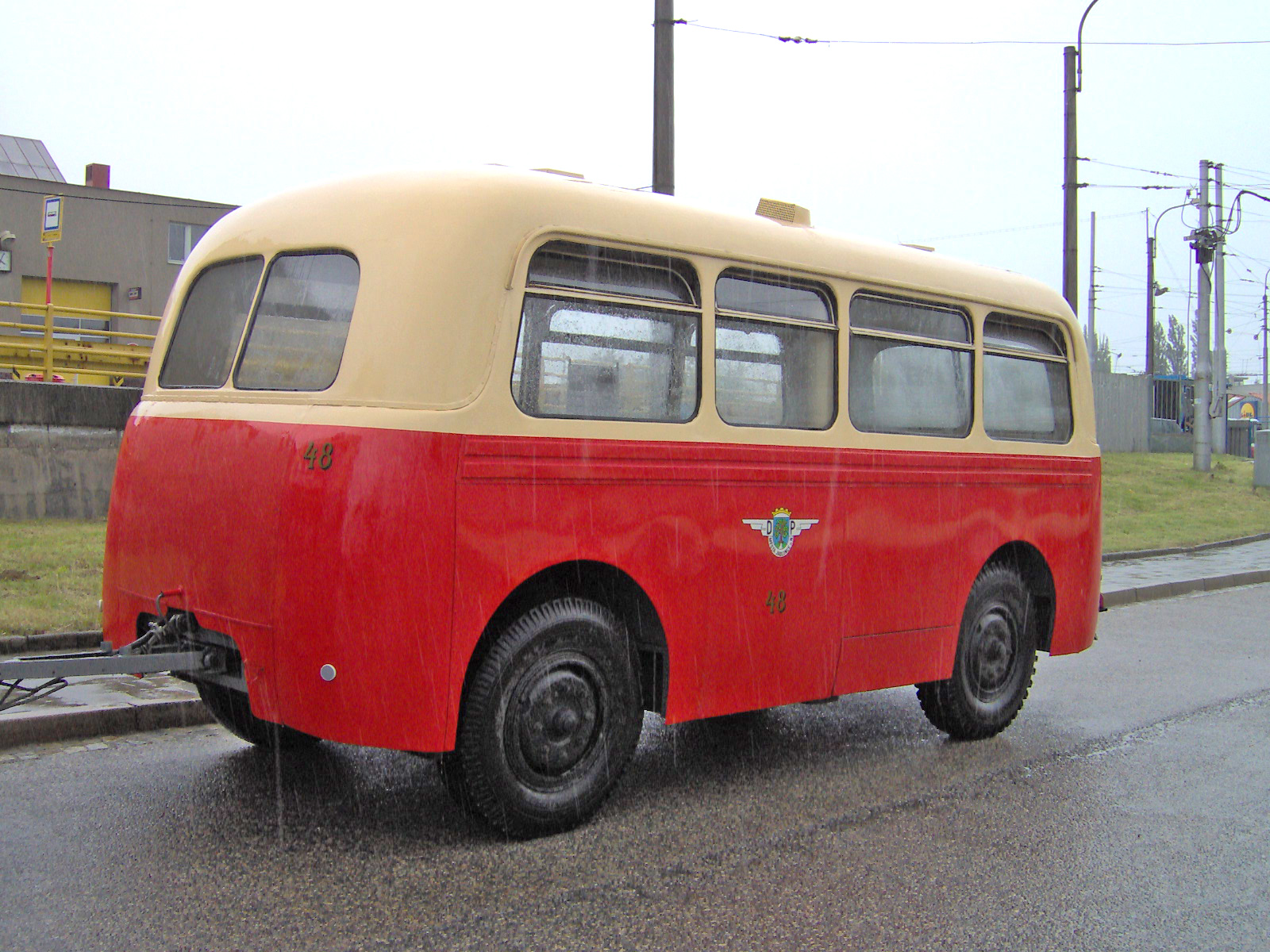
Autobusový přívěs Karosa B 40.

Autobusový přívěs, přesněji přívěs (vlek, lidově vlečňák) určený pro dopravu osob a jejich zavazadel a tažený autobusem (podobně někdy i trolejbusem), může být v provedení místním, meziměstském nebo dálkovém.
K ústupu od používání osobních přívěsů za autobusy došlo zejména po nástupu kloubových autobusů a trolejbusů, které jsou výhodnější z hlediska odbavování cestujících, bezpečnosti provozu, dohledu nad pořádkem ve vozidle i samotného ovládání vozidla. Hlavní výhodou přívěsů zůstává možnost jejich odpojení v době nižší přepravní poptávky.

## Polsko, Česko, Slovensko
V letech 1943–1944 vyráběla automobilka Sodomka autobusové osobní přívěsy typu Sodomka PRK 6. Jsou známy dva exempláře, které se dochovaly do dnešní doby – druhý objevil a rekonstruuje hasičský záchranný sbor v obci Nový Rychnov.
V Československu se autobusové přívěsy zapřažené za autobusy Škoda 706 RTO (dříve i za jiné typy, včetně trolejbusů) používaly do 70. let 20. století. Používaly se například polské přívěsy značky Jelcz nebo české přívěsy Karosa B 40 a Karosa D 4.
Nyní je autobusový osobní přívěs legislativou České republiky zakázán.

## Rakousko
V Rakousku po mnohaletém zákazu provozuje autobusové přívěsy vyrobené švýcarskou firmou Hess v meziměstské a příměstské dopravě od roku 2005 (od roku 2003 ve zkušebním provozu) společnost Postbus v Innsbrucku (6 souprav v lednu 2007)  a v Salcburku (2 soupravy v září 2006).
V Innsbrucku byl provoz přívěsů v minulosti ukončen kolem roku 1982. Podmínkou povolení provozu v Rakousku byl kamerový systém sledující vnitřek přívěsu i nástup a výstup cestujících a na zádi autobusu. Vlek má obě nápravy řízené.

## Německo

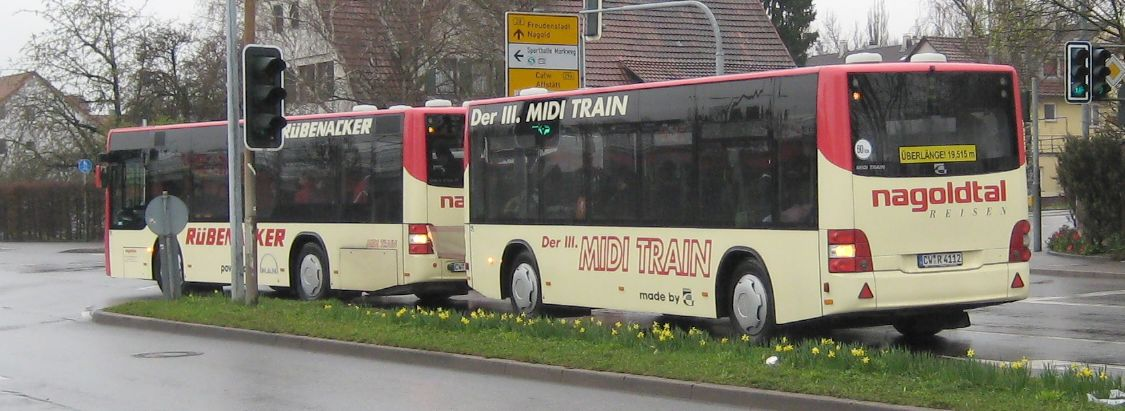
Moderní autobusový přívěs v Německu, vyrobený firmou Göppel.

Ve Spolkové republice Německo byla přeprava osob v přívěsech zakázána od 1. července 1960.
V Německé demokratické republice byly autobusové přívěsy provozovány ještě po roce 1975, například podnikem VEB Kraftverkehr Jena.
V Německu vyrábí firma Göppel autobusové přívěsy s použitím karosářských prvků firem MAN nebo NEOPLAN, zejména pro městskou a příměstskou dopravu. Přívěsy jsou ve zkušebním provozu na základě zvláštního povolení místních úřadů.

## Švýcarsko
Ve Švýcarsku se autobusové přívěsy používají v několika městech, například za trolejbusy v Luzernu a Lausanne.

## Nákladní přívěsy za autobus
Za autobusy lze připojovat též nákladní přívěsy například pro přepravu zavazadel, jízdních kol, lyží, kánoí a podobně.